# Kotilampi (sjö, lat 62,37, long 21,23)
Kotilampi är en sjö i Finland. Den ligger i kommunen Kaskö i landskapet Österbotten, i den sydvästra delen av landet, 300 km nordväst om huvudstaden Helsingfors. Kotilampi ligger 13 meter över havet. Arean är 6,6 hektar och strandlinjen är 1,81 kilometer lång. Sjön  ingår i Egentliga Bottenhavets avrinningsområde.   Den ligger på ön Kaskö.